# Zak DeOssie
Zak DeOssie (født 24. maj 1984 i North Andover, Massachusetts, USA) er en amerikansk footballspiller, der spiller i NFL som linebacker for New York Giants. Han blev draftet af Giants i 2007, og har spillet for klubben lige siden. 
I sin rookie-sæson var DeOssie i 2008 med til at vinde Super Bowl XLII, efter at holdet overraskende besejrede New England Patriots.

## Klubber
- 2007-: New York Giants